# Сінгапурська оборона
Сінгапурська оборона (8 — 15 лютого 1942 року) — оборонна битва військ Великої Британії проти Японії на Тихоокеанському театрі бойових дій під час Другої світової війни. Результатом стала найбільша капітуляція британських військ в історії.

## Передісторія
У передвоєнні роки уряд Великої Британії вважав, що основою оборони на Далекому Сході повинен бути Британський Східний флот, що розміщувався в Сінгапурі. Можливість атаки з суші до уваги не бралася, тому Сінгапур, відомий в пресі як «Гібралтар Далекого Сходу», зміцнювався лише з моря.
Після початку Другої світової війни всі зусилля Великої Британії зосередилися на війні в Європі, а після евакуації англійської армії з-під Дюнкерка постало питання про захист власне Британських островів. Проте, після падіння Франції, Японія, натиснувши на Вішистський уряд, розмістила війська у Французькому Індокитаї, англійському уряду довелося задуматися і про загрозу своїм далекосхідним володінням. Для зміцнення Малайї почалося перекидання військ з Індії, але збройні сили були в основному укомплектовані погано навченими новобранцями. Можливість демократизації управління колоніями і залучення місцевого населення для відсічі ворогові навіть не розглядалася.
Сам Сінгапур абсолютно не був підготовлений до сучасної війни. Гармати фортів не могли залучатися для обстрілу сухопутних секторів і прикривали місто лише з моря. Довго обговорювалося питання про те, як захистити Сінгапур від повітряних нальотів. В результаті було вирішено не будувати бомбосховищ і укриттів, тому що острів розташований так низько, що в траншеї і доти надходитиме вода. Для зведення наземних оборонних споруд було потрібно багато вільного місця, а в місті його не знайшлося. Питання про вимкнення в місті електроенергії для освітлення приміщень також було оскаржене з побоювання, що відключення електрики погано позначиться на вентиляції житлових приміщень, так як перестануть працювати вентилятори (які знаходилися лише в будинках англійців і багатих китайців).
Англійські офіцери були щиро переконані, що японці не вміють воювати, і що кожен англієць коштує десятки японців. Австралійці, які прибули в Сінгапур, почули від своїх англійських колег, що японці (які до того часу вже роками воювали в Південному Китаї) не зможуть воювати в джунглях, тому що вони слабкі в тактиці, позбавлені ініціативи, і що командний склад японської армії нічого не вартий.
На штабних іграх в Сінгапурі англійське командування розглянуло можливий варіант висадки японців на півдні Таїланду і наступ звідти в Малайю. Щоб запобігти таку можливість, був розроблений план «Матадор», згідно з яким англійські війська повинні були форсованим маршем перейти кордон з Таїландом, блокувати японський десант і скинути його в море. Основна роль в обороні Сінгапуру відводилася флоту, однак реальних оперативних планів співпраці армії і флоту вироблено не було, координація дій залежала від особистої домовленості командувачів.

## Бої на Малаккському півострові

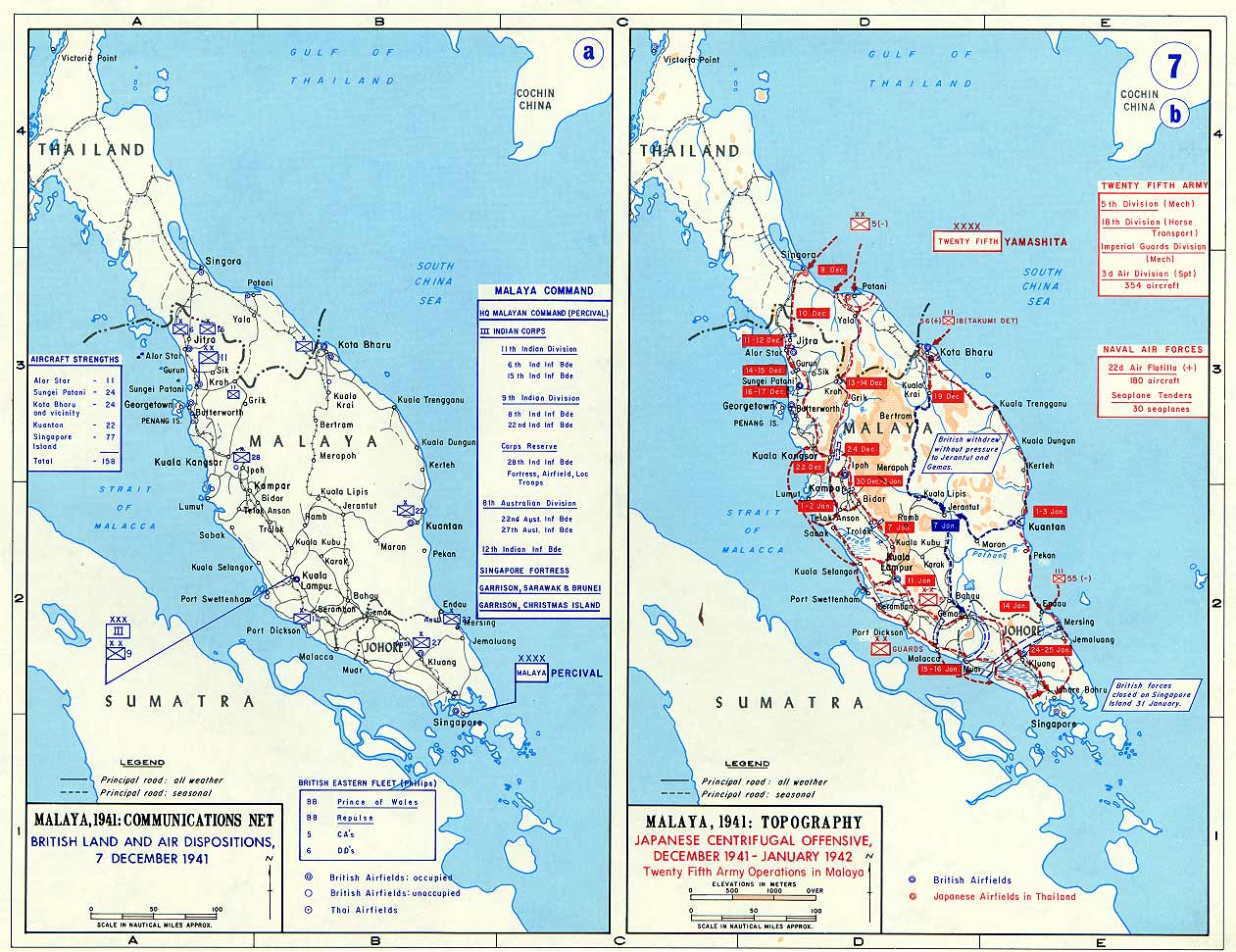

В ніч з 7 на 8 грудня 1941 року почалася висадка японських військ під Кота-Бару. У цю ж ніч 17 важких японських нічних бомбардувальників зробили наліт на Сінгапур. Погана погода, відсутність видимості та зливи призвели до того, що ефект бомбардування аеродромів Сінгапуру був зведений нанівець, проте кілька бомб впало в центрі міста, що призвело до загибелі багатьох людей. Японські льотчики були вражені яскравим освітленням міста (світло було вимкнено тільки через півгодини після закінчення нальоту). Всі японські літаки успішно повернулися назад: англійські винищувачі так і не піднялися в повітря.
Британське «З'єднання Z» вийшло з Сінгапуру 9 грудня, щоб перешкодити висадці японських десантів, але 10 грудня потрапило під удар японської авіації і було знищено. Таким чином, не залишилося флоту, для якого Сінгапур міг би служити базою.
Японці просувалися по Малайському півострові на південь, паралельно ведучи бойові дії в інших частинах Південно-Східної Азії. Для координації дій між військами різних країн Союзники утворили спільне командування ABDA, яке очолив англійський генерал сер Арчибальд Вейвелл. Прилетівши в середині січня в Сінгапур, Вейвелл негайно вирушив на фронт. Проте становище було настільки безнадійним, що він зараз же наказав залишкам індійської 11-ї дивізії залишити Центральну Малайю і відступити на південь, у Джохор, де японців повинна була зустріти австралійська дивізія, що знаходилася до того в резерві. Після цього Вейвелл повернувся в Сінгапур і проінспектував його укріплення. Тут він виявив те, про що й не підозрювали в Лондоні — Сінгапур беззахисний з півночі.

## Підготовка оборони

Вейвелл (праворуч) у 1941 році

16 січня Вейвелл відправив Вінстону Черчиллю таку телеграму:
Під час мого нещодавного перебування в Сінгапурі я обговорював питання оборони цього острова і просив надати мені докладні плани. Майже до останнього часу всі плани були засновані на принципі відбиття атак на острів з моря і стримування наступу на суші близько Джохора або далі на півночі, а тому мало або майже нічого не було зроблено для будівництва оборонних споруд на північній стороні острова в цілях запобігання переходу противником Джохорської протоки, хоча й були вжиті заходи для вибуху греблі в разі необхідності. Важка артилерія фортець має круговий обстріл, але настильна траєкторія снарядів робить цю артилерію непридатною для придушення артилерійських батарей супротивника. Не можна, звичайно, дати жодних гарантій, що з допомогою цієї артилерії вдасться придушити облогові батареї противника. З постачанням справа виглядає успішно. Вже відданий наказ про переведення деяких баз військово-повітряних сил і складів на Суматру і Яву, щоб не допустити надмірного скупчення людей. Після отримання докладних планів буду телеграфувати додатково. Багато чого буде залежати від обстановки в повітрі.
Черчилль отримав цю телеграму 19 січня, після повернення з США, і був шокований нею. Він негайно відправив вказівки генералу Ісмею для комітету начальників штабів:

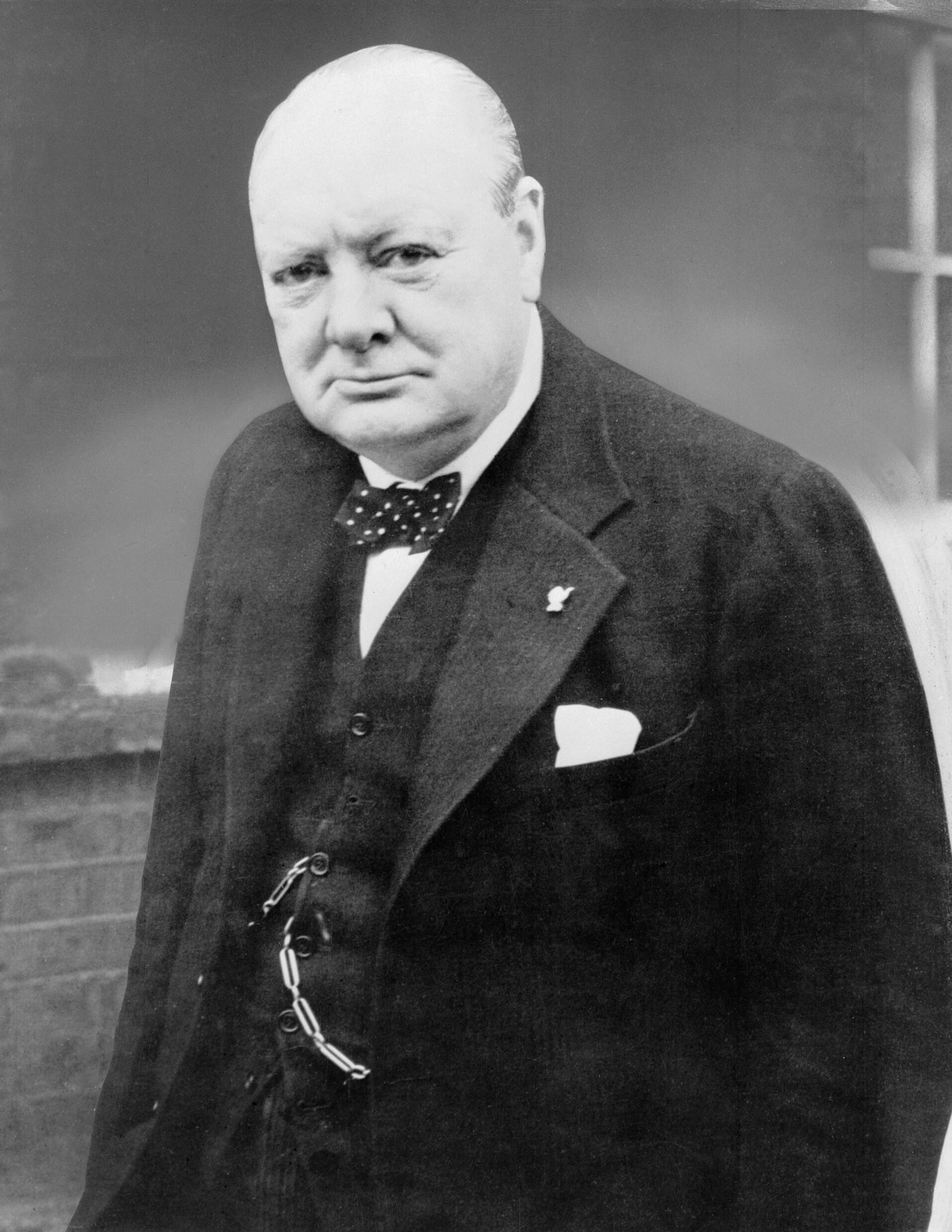
Вінстон Черчилль

Повинен зізнатися, що вражений телеграмою Вейвелла від 16-го й іншим телеграмам з того ж питання. Мені ніколи ні на одну секунду не приходило в голову, так само як і серу Джону Діллу, з яким я обговорював це питання під час поїздки за кордон, що горловина фортеці Сінгапур з її чудовим ровом шириною від півмилі до милі не укріплена від нападу з півночі. Нічим не можна виправдати той факт, що є лише батареї, звернені до моря, і немає фортів або постійної оборони для захисту їх з тилу. В результаті такої зневаги вся безпека фортеці залежить від десятка тисяч людей, які можуть перетнути протоку на невеликих човнах. Я попереджаю вас, що це буде одним з найбільших скандалів, який може розкритися.

Необхідно негайно розробити план, який буде передбачати проведення всіх можливих заходів, поки йде битва за Джохор. Цей план повинен включати:
а) спробу використовувати гармати фортець на північному фронті, шляхом пострілів зменшеними зарядами, для чого підвезти деяку кількість сильних вибухових речовин, якщо таких нема;
б) мінування і створення перешкод по секторах, де можна очікувати висадку будь-яких значних сил;
в) створення загороджень з дроту і пасток в болотистих заростях та інших місцях;
г) будівництво польових споруд та укріплених пунктів з польовою артилерією і системою перехресного кулеметного вогню;
д) зосередження і встановлення нашого контролю над усіма можливими дрібними судами, виявленими в протоці Джохор або де-небудь в іншому місці в межах доступу;
е) встановлення польових гармат на кожному кінці протоки, які мають бути ретельно замаскованими і забезпечені прожекторами для того, щоб знищити будь-яке судно противника, яке спробує увійти в протоку;
ж) створення боєздатних груп з трьох або чотирьох рухливих резервних частин для контратаки;
з) використання всього чоловічого населення для будівництва оборонних споруд; при цьому слід застосувати  найсуворіші заходи примусу, щоб залучити на ці роботи всіх тих, кого можна забезпечити лопатами і кирками;
і) і нарешті, місто Сінгапур має перетворитися в цитадель і має боронитися до останньої краплини крові, ні про яку капітуляцію не може бути й мови…
19 січня Вейвеллом була відправлена ще більш песимістичніша телеграма (була отримана Черчиллем 21 січня):
Офіцер, якого я направив в Сінгапур за планами оборони острова, повернувся. Зараз розробляються плани оборони північної частини острова. Число солдатів, необхідних для того, щоб утримати острів, мабуть настільки ж велике, як і число солдатів, необхідних для оборони Джохора, або навіть перевищує його. Я дав наказ Персівалю довести до кінця битву за Джохор, але розробити плани, спрямовані на те, щоб продовжити опір на острові наскільки це можливо, якщо він програє битву за Джохор. Я повинен, проте, попередити Вас, що сумніваюся в тому, чи можна буде втримати острів протягом тривалого часу, якщо Джохор буде зданий. Артилерія фортець встановлена таким чином, щоб діяти проти суден, більша частина її боєприпасів призначена тільки для цієї мети; багато гармат можуть стріляти тільки в бік моря. Частина гарнізону вже відправлена в Джохор, а багато залишених військ являють собою сумнівну цінність. На жаль, мені довелося змалювати Вам похмуру картину, але я не хочу, щоб у Вас склалося хибне уявлення про стан речей на острові-фортеці. Оборонні споруди Сінгапуру були побудовані тільки для відбиття нападу з моря. Я все ще сподіваюся, що Джохор вдасться втримати до прибуття наступного конвою.

## Підготовка до битви за Сінгапур

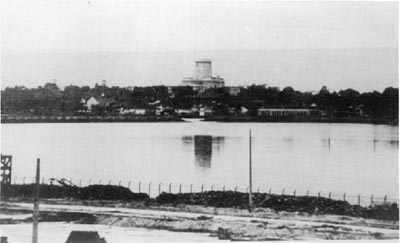
Підірвана дамба, яка з'єднувала Сінгапур з материком (знімок з сінгапурського берега, зроблений на початку лютого 1942)

31 січня залишки розбитих в Джохорі англійських, австралійських та індійських військ відступили на острів Сінгапур, й інженери підірвали греблю, що з'єднувала острів з материком. До війни в Сінгапурі проживало 550 тисяч чоловік, тепер же його населення подвоїлося. Місто було охоплено чутками, з кожним днем у ньому збільшувалося число дезертирів, госпіталі не могли прийняти всіх жертв бомбардувань. Кожен день, в середньому, гинуло і отримувало поранення до тисячі чоловік. Крім того, на острові накопичилося понад 10 тисяч поранених, привезених з Малайї, а так як до лютого японський флот повністю панував у Сінгапурській і Малаккській протоках, надії на евакуацію практично не було.
У розпорядженні генерала Персіваля було приблизно 85 тисяч солдатів і офіцерів, з них 15 тисяч виконували адміністративні, охоронні тощо функції. В місті були запаси пального і боєприпасів, водою місто постачали великі резервуари, харчів мало вистачити на кілька тижнів. За підрахунками англійської розвідки, у розпорядженні генерала Ямасіти було приблизно 60 тисяч чоловік. Насправді Ямасіта мав у строю вдвічі менше солдатів. Японська розвідка також допустила прорахунок, вважаючи, що після жорстоких поразок в джунглях Малайзії англійці мають лише 30 тисяч чоловік.
Незважаючи на те, що навіть за підрахунками англійського командування сили сінгапурського гарнізону перевершували сили японців, ніяких планів наступального характеру ними не розроблялося. Не було вжито жодних заходів з мобілізації хоча б тієї частини здатних носити зброю з мільйона мешканців острова. Невіра англійців у можливість перемоги виразилося в передчасних і неорганізованих акціях зі знищення військових об'єктів, які тривали протягом усієї оборони Сінгапуру, знижуючи і без того низький рівень бойового духу солдатів (наприклад, військово-морську базу — гордість Великої Британії — самовільно знищував її начальник контр-адмірал Спунер). Вибухи будинків, укріплень стрясали Сінгапур сильніше, ніж японські бомбардування.

### Підготовка англійців

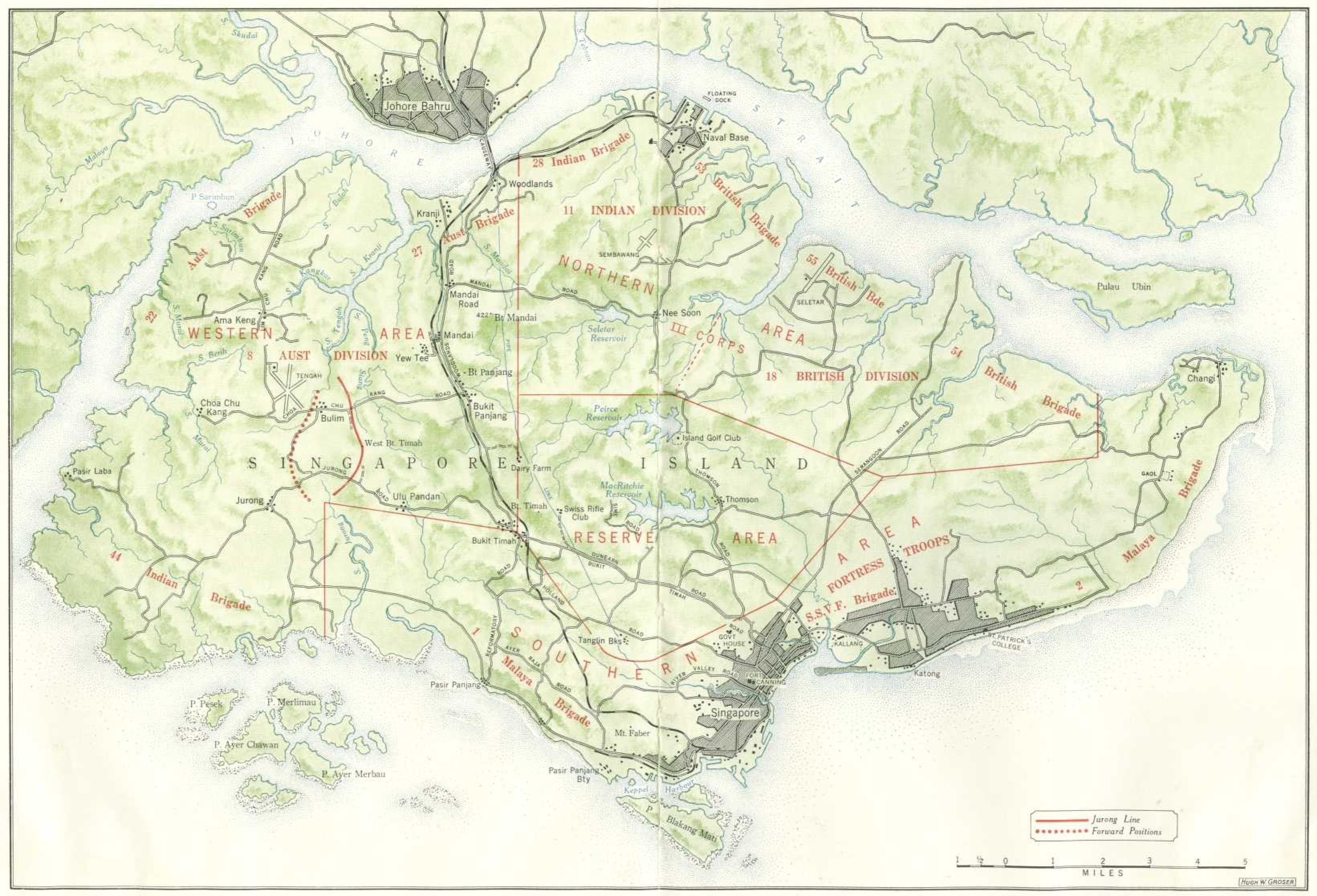
Сінгапур на початку лютого 1942 року; розташування британських військ підписано червоним кольором

Перед Персівалем стояла альтернатива: або розташувати військові частини по всьому березі протоки, або сконцентрувати їх в найбільш небезпечних місцях і мати міцний оперативний резерв. Він вибрав перший варіант. В результаті війська розтягнулися по прибережних болотах і соняшникових гевеях, а то й по відкритих місцях, де вони слугували хорошою мішенню для японських літаків.
За оборону північно-східного і північного узбережжя острова (аж до греблі, але не включаючи її) відповідав III індійський корпус (генерал Хіт), який складався з англійської 18-ї дивізії (генерал-майор Беквіт-Сміт), основні сили якої прибутку 29 січня і англо-індійської 11-ї дивізії (генерал-майор Кей), в яку увійшли залишки розбитої 9-ї дивізії. Ця зона оборони отримала назву «Північний район».
Від дамби на захід оборону тримала австралійська 8-а дивізія (генерал-майор Гордон Беннетт), у розпорядженні якої перебувала індійська 44-а бригада. Вона прибула лише за кілька днів до подій і складалася з молодих і лише частково навчених солдатів. Ця зона оборони отримала назву «Західний район».
Південне узбережжя оборонялося військами гарнізону фортеці. Разом з двома малайськими піхотними бригадами та добровольчим загоном всі ці частини знаходилися під командуванням генерал-майора Сіммонса. Їх зона оборони включала власне місто Сінгапур і називалася «Південний район».

### Підготовка японців
Хоча англійська штаб вважав, що японці почнуть наступ не раніше десятих чисел лютого, насправді Ямасіта готував нагальну висадку. Його війська були виснажені не менше англійських, однак їх бойовий дух був значно вище. Японське командування вже знало, що англійських військ на острові значно більше і, що вони забезпечені краще, ніж очікувалося. Незважаючи на це, Ямасіта зважився на штурм, оскільки був упевнений, що супротивник деморалізований.
Для того, щоб англійці не могли дізнатися про місце наступу, Ямасіта наказав виселити все населення на милю від протоки. Розвантаження потягів і вантажівок з боєприпасами проводилася вночі, вночі ж до протоки підвозились гумові човни та понтони.
До складу 25-ї армії Ямасіти входила гвардійська дивізія, 5-а дивізія (генерал-лейтенант Ясуя Мацуї) і 18-я дивізія (генерал-лейтенант Рен'я Мутагуті). 5-я дивізія була спеціально підготовлена для ведення десантних операцій і з часу початку війни в Китаї набула великий бойовий досвід.
31 січня Ямасіта віддав наказ підготуватися до наступу з метою захоплення Сінгапуру. 4 лютого його командний пункт розвернувся в Скудаі.

## Японський десант

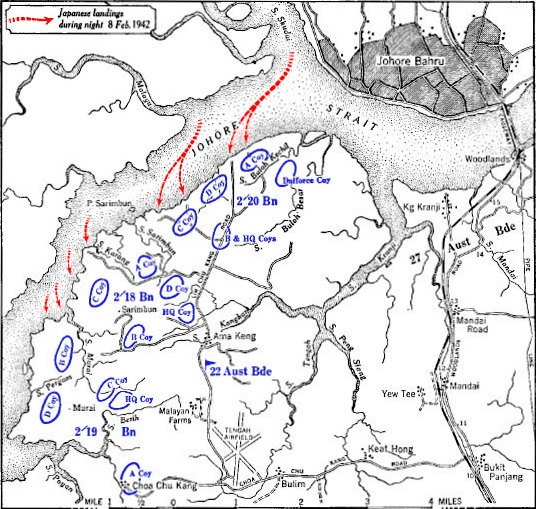
Схема висадки японців на пляжі Сарімбун

8 лютого японська артилерія (3-й і 18-й полк важкої польової артилерії, 2-й окремий дивізіон важкої артилерії) відкрила масований вогонь по артилерійських позиціях, командних пунктах, аеродромах та інших об'єктах противника. В артилерійській підготовці також брала участь артилерія дивізій. 3-е авіаційне з'єднання піддало запекле бомбардування англійським об'єктам. Однак штаб оборони Сінгапуру не був цим стурбований: панувало глибоке переконання, що це — початок багатоденної підготовки до штурму. У розрахунку на тримісячну оборону Персіваль наказав витрачати не більше 20 снарядів на гармату в день, вважаючи, що японська артилерія має снаряди в достатку. Насправді в японській армії боєприпасів було мало, але Ямасіта, розраховуючи на швидку перемогу, наказав їх не берегти.
В ніч з 8 на 9 лютого японська 18-а дивізія з 21-м дивізіоном важкої польової артилерії і 5-а дивізія з доданим до неї 1-м танковим полком почали форсувати протоку. Англійський прожекторний полк, який повинен був висвітлювати протоку, мав інструкції берегти прожектори і включати їх лише в крайньому випадку, а наказу про те, що такий випадок настав, не отримав. Артилерія теж мовчала, і японських солдат, що висаджувалися на острів, зустрів лише розрізнений вогонь австралійської піхоти. До ранку на розширеному плацдармі знаходилося понад 10 тисяч солдатів з танками та артилерією, а до вечора Ямасіта вже зміг перенести свій штаб на територію острова, західна частина якого з незайманими складами, резервуарами і навіть найбільшим на острові аеродромом всього за день перейшла до японців.
Японська гвардійська дивізія з доданим 14-м танковим полком з метою скувати сили противника на схід від дамби висадила 8 лютого до світанку  розвідувальний полк на острів Убін, не зустрівши опору. Основні сили дивізії вдень 8 лютого вели демонстративні дії, а вночі були перекинуті до Джохор-бару. 9 лютого дивізія успішно форсувала протоку.

## Візит Вейвелла
Вранці 10 лютого в Сінгапур прилетів генерал Вейвелл.

Персиваль повідомив йому:
Минулої ночі великі сили противника висадилися на західному узбережжі і просунулися приблизно на п'ять миль. Аеродром Тенга знаходиться в його руках. Австралійська бригада, що обороняла цей сектор, понесла великі втрати. Противник тимчасово зупинений завдяки використанню резерву командування, але становище, безперечно, є серйозним, враховуючи велику протяжність берегової лінії, за якою нам доводиться вести спостереження. Розроблений план зосередження сил для прикриття Сінгапуру, якщо це виявиться необхідним.
Ймовірно, вже тоді у Вейвелла склалося враження, що фортеця буде захоплена найближчими днями: зажадавши від Персіваля негайного контрнаступу, головнокомандувач одночасно наказав прибрати з острова всі залишені там літаки і авіаційне обладнання, щоб воно не потрапило в руки японців. Увечері того ж дня, відлітаючи з Сінгапуру, Вейвелл впав, зламавши два ребра, та був змушений лягти в госпіталь в Батавії.

Там він отримав послання від Черчилля:
Я думаю, Вам зрозуміло, як ми розцінюємо положення в Сінгапурі. Начальник імперського генерального штабу повідомив кабінету, що Персіваль має у своєму розпорядженні понад 100 тисяч чоловік, в тому числі 33 тисячі англійців і 17 тисяч австралійців. Японці навряд чи мають стільки військ на всьому Малаккському півострові, а саме вони мають п'ять дивізій, виставлених вперед, і шість, які підтягуються. За цих обставин захисники, очевидно, значно перевершують по своїй чисельності японські війська, що форсують протоку, і якщо бій буде вестися як слід, то вони повинні розбити японців. Зараз не треба думати про те, щоб врятувати війська або уберегти населення. Битву слід вести до кінця, чого б це ні коштувало. 18-а дивізія має можливість домогтися того, щоб її ім'я увійшло в історію. Командири і старші офіцери повинні померти разом зі своїми солдатами. На карту поставлено честь Британської імперії та англійської армії. Я вважаю, що Ви не проявите поблажливості до якої б то ні було слабкості. Коли росіяни так б'ються і коли американці так вперто тримаються на Лусоні, питання стоїть про репутацію нашої країни і нашої раси. Розраховуємо, що всі сили будуть введені в бій з цим супротивником і боротьба буде доведена до кінця. Я впевнений, що ці слова виражають Ваші власні почуття, і пишу їх Вам тільки для того, щоб розділити з Вами Ваш тягар.
Однак Вейвелл повідомив про результати свого візиту використовуючи безнадійні вирази:
Битва за Сінгапур приймає несприятливий оборот. Японці, застосовуючи свою звичайну тактику просочування, просуваються в західній частині острова значно швидше, ніж варто було б. Я наказав Персівалю розпочати контратаку, використовуючи для цього всі наявні на цьому фронті війська. Моральний стан деяких частин недостатньо належний і бойовий дух військ не так високий, як мені хотілося б. Умови місцевості ускладнюють оборону, оскільки доводиться утримувати широку лінію фронту на сильно закритій місцевості. Основним недоліком є слабка підготовка підкріплень і почуття меншовартості, викликаний сміливою і майстерною тактикою японців і їх пануванням у повітрі. Я не думаю, щоб Персіваль мав у своєму розпорядженні таку кількість військ, яку ви назвали. Не думаю, щоб у нього було більше 60-70 тисяч в кращому випадку. Однак, очевидно, цього буде достатньо, щоб розправитися з супротивником, що висаджується, якщо вдасться змусити війська діяти з достатньою енергією і рішучістю.
Один з трьох північних аеродромів знаходиться тепер в руках супротивника, а два інші під артилерійським вогнем, і тому не можуть бути використані. Залишається аеродром в південній частині острова, однак, внаслідок безперервних бомбардувань він може бути використаний вкрай обмежено.

## Другий день
9 лютого введений в оману японськими демонстраціями Персіваль вирішив, що такі десанти будуть далі на схід, і не став перекидати звідти війська на допомогу двом австралійським бригадам. Японці ж продовжували висаджуватися все далі на захід, в результаті чого австралійські та індійські частини поступово відтіснялися на схід. У підсумку союзні війська втратили контроль над пляжами на захід від греблі.
Ввечері 9 лютого 22-я австралійська і 44-а індійська бригади отримали наказ про відхід на лінію Кранджи-Джуронг, яка була зручною для організації оборони. У цей час японці атакували 27-у австралійську бригаду, і вклинилися між нею і річкою Кранджи, не давши їй можливості відійти на лінію Кранджи-Джуронг (на якій, до речі, ще не було жодної підготовленої оборони). Тим часом  з заходу туди рухалися дві бригади, що помилково зайшли занадто далеко, і перш, ніж їх вдалося перенаправити, противник уже перетнув лінію, яку вони повинні були захищати. До вечора 10 лютого японська 18-а дивізія вже підійшла до села Букіт-Тіма, і протягом ночі при підтримці танків просунулася ще далі.
Дамба, яка з'єднувала острів Сінгапур з Малаккским півостровом, була підірвана англійськими саперами з боку материка. В результаті, як тільки десант очистив від противника прилеглі до греблі пляжі, японці швидко відновили зруйновану ділянку і змогли перекидати підкріплення на плацдарм по дорозі.

## Японський прорив

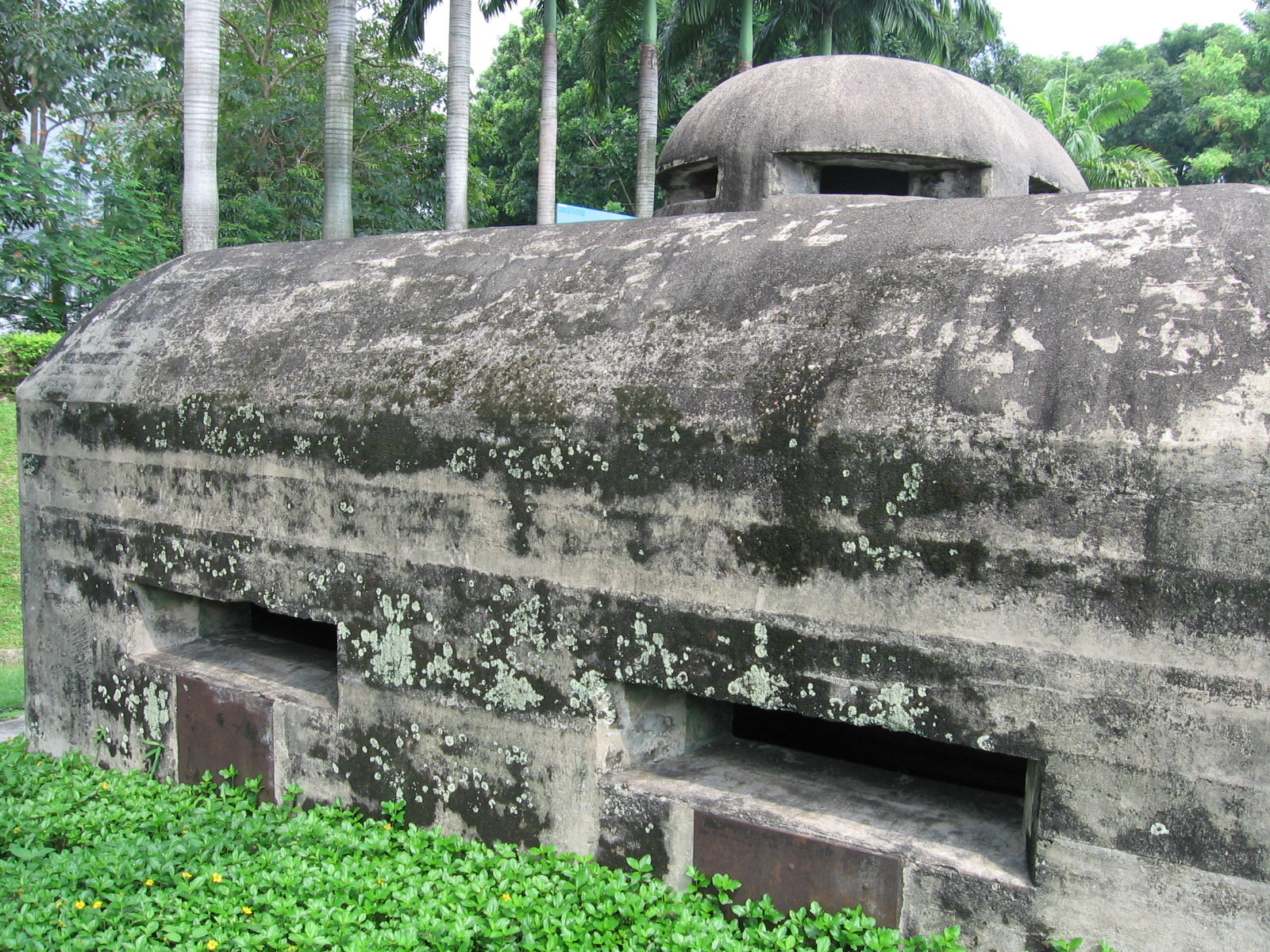
Британський кулеметний дот на останній лінії оборони Сінгапуру

Збивши австралійську 27-у бригаду, що прикривала дамбу, японська гвардійська дивізія в ніч на 11 лютого просунулася до села Ні Сун. 11 лютого по всьому фронту розгорнулися безладні бої. Японські війська пройшли лінію Джуронг-Кранджи і зав'язали бій за Букіт-Тіма. Персіваль переніс свою штаб-квартиру в підземний бункер в Форт-Каннінге. Ямасіта, знаючи, що боєприпаси у японських військ підходять до кінця, зважився на блеф, і запропонував Персивалю «припинити жахливий і безглуздий опір». До цього часу війська Британської Співдружності теж понесли важкі втрати — в 22-й бригаді залишилося всього кілька сотень людей.
12 лютого японська гвардійська дивізія захопила Ні Сун і резервуар, що там знаходився і який був основним джерелом води для міста Сінгапур. Індійські і малайські війська до того часу вже були сильно деморалізовані, і масово дезертирували. Вночі британські частини залишили свої позиції в східній частині острова і почали відхід до міста.
13 лютого японські 5-а і 18-а дивізії просунулися ще далі, а Ямасіта переніс свою штаб-квартиру в свіжозахоплене село Букіт-Тіма. 18-а дивізія, атакувавши вздовж південно-західного узбережжя, збила з позицій малайську бригаду і змусила індійські і малайські частини відійти на останню лінію оборони.

## Падіння Сінгапуру
14 лютого губернатор Стрейтс-Сеттльмента доповів у Міністерство колоній:
Командувач повідомив мені, що місто Сінгапур тепер обложене з усіх боків. Мільйон чоловік тепер знаходиться на території радіусом в три милі. Система водопостачання сильно пошкоджена і навряд чи зможе діяти більше 24 годин. На вулицях знаходиться безліч трупів, і ховати їх немає можливості. Ми під загрозою повної втрати води, що, безсумнівно, призведе до виникнення чуми. Вважаю своїм обов'язком повідомити про це командувачу.
Вейвелл повідомив Черчиллю:
Отримав телеграму від Персіваля, який вказує, що супротивник підійшов до самого міста і що його війська не здатні на подальші контратаки. Наказав йому продовжувати заподіювати противнику максимальну шкоду, ведучи в разі необхідності бої за кожний будинок. Боюся, однак, що опір навряд чи буде особливо тривалим.
Черчилль відповів Вейвеллу:
Звичайно, тільки Ви можете судити, що настав такий момент, коли в Сінгапурі вже не можна більше добитися ніяких результатів, і Ви повинні дати відповідну вказівку Персівалю. Начальник імперського генерального штабу згоден.
14 лютого японська артилерія зайняла вогневі позиції в районі Букіт-Тіма і почала обстріл Сінгапуру. 5-й дивізії була надана 3-а танкова група; було захоплено кладовище, яке було ключовою позицією в англійській обороні.
На світанку 15 лютого розпочався останній японський наступ на звужений периметр англійської оборони, який проходив вже по околицях Сінгапуру. 5-а дивізія розгорнула наступ у південному напрямку. Гвардійська дивізія ввечері 15 лютого вийшла до східної околиці Сінгапуру, на північний схід від аеродрому Каланг.

Персіваль вранці 15 лютого відвідав службу у соборі. Потім, отримавши повідомлення з різних секторів оборони, він скликав військову раду. На нараді Персіваль дізнався, що вода в місті скінчиться у найближчу добу, запаси продовольства і боєприпасів також закінчується, бензин залишився лише в баках машин. Командувач заявив присутнім, що у захисників міста є дві можливості: негайно перейти в контрнаступ і відбити у японців резервуари і склади, або здатися. Присутні схилилися до думки, що контрнаступ неможливий, і Персіваль відправив Вейвеллу останню телеграму:
Внаслідок втрат, заподіяних діями противника, вода, бензин, продовольство і боєприпаси практично підійшли до кінця. Тому не можу більше продовжувати боротьбу. Всі люди зробили все, що було в їхніх силах, і вдячні Вам за Вашу допомогу.
Вейвелл відповів:
Що б не сталося — я дякую Вам і вашим військам за відважні дії останніх днів.

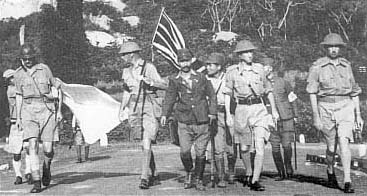
Персіваль під білим прапором йде на переговори про капітуляцію

Тим часом у штабі Ямасіти, незважаючи на триваючий наступ, панував смуток. У японських військ закінчилося пальне і боєприпаси, а втрати в частинах були настільки великі, що навіть найбільш самовпевнені офіцери розуміли, що наступ захлинувся. Залишалася єдина можливість: відійти з острова і продовжити штурм коли прибудуть підкріплення, але про це ніхто не смів сказати вголос.
В 11 годин 30 хвилин командир одного з передових японських підрозділів повідомив, що до його позиціям прибула машина під білим прапором. Штабний офіцер, який зустрів делегацію, задав лише одне питання: «Ви хочете здаватися?». Отримавши ствердну відповідь, офіцер від імені свого командувача повідомив, що японці згодні на переговори про капітуляцію, якщо в них братиме участь генерал Персіваль. Переговори були призначені на вечір.

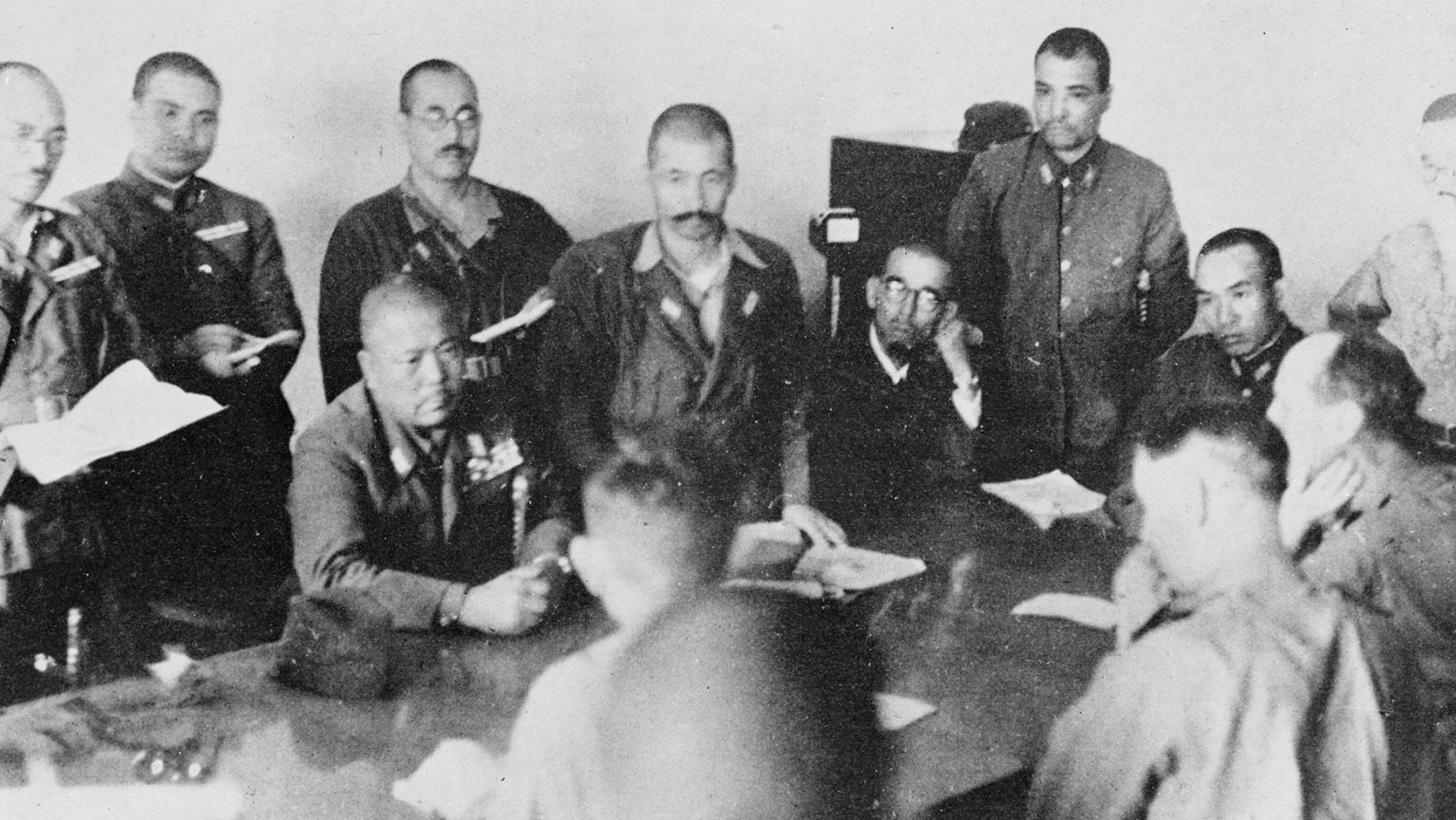
Ямасіта на переговорах стукає кулаком, наполягаючи на капітуляцію. Персіваль підніс руки до рота — йому нічого відповісти

В 17 годин англійська делегація, в якій Персіваль особисто ніс білий прапор, у супроводі японського офіцера пройшла до японського штабу. Протримавши англійців під палючим сонцем, Ямасіта запросив їх у тісне приміщення, де стовпилося більше 40 чоловік і було нічим дихати. Ямасіта різко промовив: «Ми вимагаємо негайної беззастережної капітуляції». Він побоювався, що англійці зрозуміють, у якому загрозливому становищі знаходиться японська армія. Персіваль заявив, поставивши білий прапор в кут, що остаточну відповідь англійська сторона дасть пів на одинадцяту вечора. Розуміючи, що потрібно блефувати під загрозою краху, Ямасіта пригрозив Персівалю, що якщо умови капітуляції не будуть прийняті негайно, то японці почнуть основний наступ. Персіваль був розгублений: «Чи можна попросити японську сторону залишатися на позиціях до ранку? Ми продовжимо переговори з окремих проблем зранку о 5 годині 30 хвилин». Ямасіта був непохитний, і Персіваль поступився, погодившись припинити вогонь в 20 годин 30 хвилин (було шість годин вечора). Він попросив японського генерала зберегти життя сім'ям англійських громадян. «Ми приймемо заходи», — відповів Ямасіта.
В результаті капітуляції Сінгапуру в японський полон потрапило понад 80 тисяч солдатів і офіцерів військ Британської Співдружності. Це була найбільша капітуляція британських військ в історії.

## Підсумки
Падіння Сінгапуру виявилося подією стратегічного значення. Після цього японський наступ пішов по розбіжним напрямками, і японці швидко захопили Бірму і Голландську Ост-Індію, наблизившись до Індії і Австралії.
Ще більш важливим виявився моральні збитки від падіння Сінгапуру. Сінгапур був символом могутності Заходу на Далекому Сході. Після Першої світової війни створення великої військово-морської бази в Сінгапурі надавалося таке велике значення, що її символічна важливість стала перевершувати навіть її стратегічну цінність. Легкість, з якою японці її захопили, завдала нищівного удару по престижу великої Британії (та й Європи в цілому) в Азії. Розвіявся міф про «непереможність білої людини», і народи Азії змогли зважитися в післявоєнний період на боротьбу проти європейського панування.
В Японії звістка про капітуляцію Сінгапуру була зустрінута як національне свято, так як з часів падіння Порт-Артура Японія подібних перемог над європейськими арміями не здобувала. З цієї нагоди кожна родина отримала від уряду по пакетику червоних бобів, а кожна дитина до 13 років — пакунок з льодяниками. На засіданні парламенту прем'єр-міністр Тодзіо повідомив, що після перемоги над Союзниками Бірма і Філіппіни отримають незалежність, а Малайя, Сінгапур і Гонконг увійдуть до складу Японської імперії, так як їй потрібні військові бази.
Наступного дня після капітуляції Сінгапуру генерал Ямасіта наказав розділити острів на чотири зони і підпорядкувати їх дивізійним командирам. Начальникам зон наставлявся обов'язок перевірити лояльність китайців, що живуть на острові, і ліквідувати тих з них, хто брав участь в обороні або висловлював антияпонські переконання. Протягом декількох тижнів після цього в Сінгапурі йшло масове винищення китайського населення. Європейців та індійців зганяли в концтабори. Розстріли та грабежі в Сінгапурі тривали весь березень. 23 березня 1942 року японське генеральне консульство в Сінгапурі було закрито, і військова адміністрація оголосила, що відтепер Малайя — невід'ємна частина імперії.